# 後腰

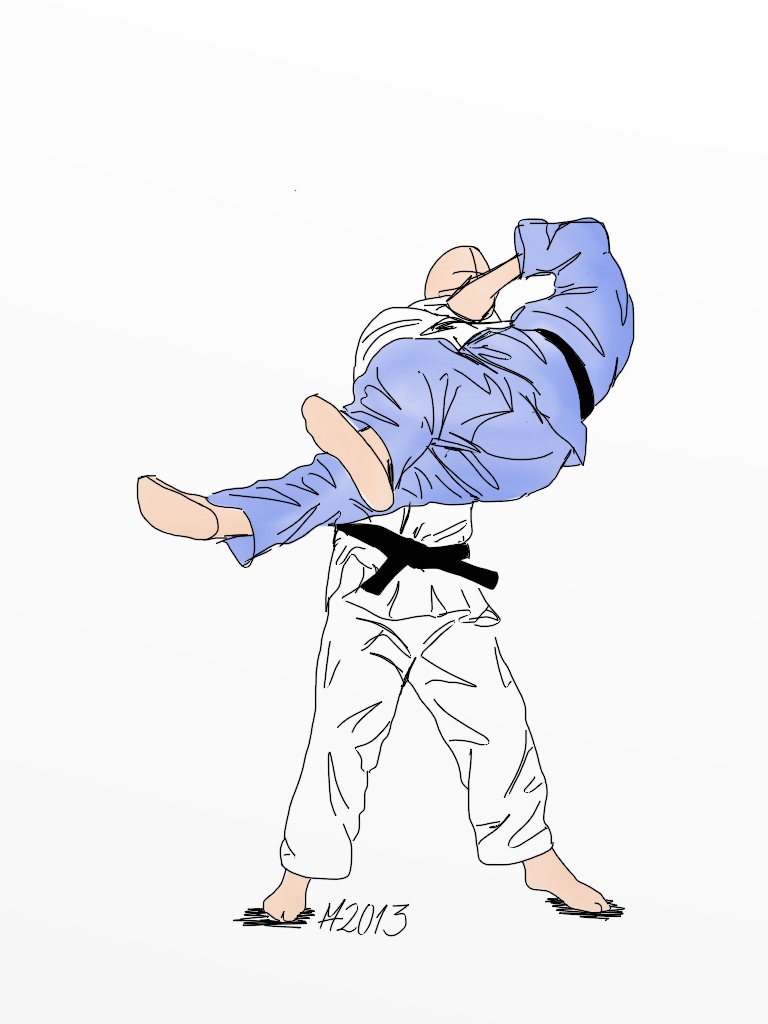
後腰のイラスト

後腰（うしろごし）は柔道の投技の腰技の一つ。講道館や国際柔道連盟 (IJF) での正式名。IJF略号USH。

## 概要
単純な様であるが、難易度の高い技である。
1. 後ろから膝を沈めて、相手のひかがみにあてて支点にして、後ろに引く事で相手の体勢を崩す。
2. その後、相手を抱きかかえ、裏投か抱上の様に、腰と膝のバネを生かして相手を持ち上げ、腰の回転を利かせて空中で捻り倒す形で叩き落とす。

相手の前帯を持ち、脚を伸ばして支点にして投げると、帯落となる。背負投、払腰、内股など相手が背を向ける技を読んでカウンターで出せば非常に決まりやすい。不意を突かれた上に真下に思い切り叩きつけられるため、受ける側はダメージを受けやすい。相撲で言えば、後ろから仕掛ける吊り落とし。すなわち、送り吊り落としの様な形となる。

## 変化
柔道家の内田良平は相手の背後から手で相手に抱き着き、右足を相手の両足の中央まで後ろから深く進め、腰を落とした後に相手を抱上げ相手の両足が地から離れたら自らは後ろに下がり相手を後ろに倒す後腰を自著で紹介している。

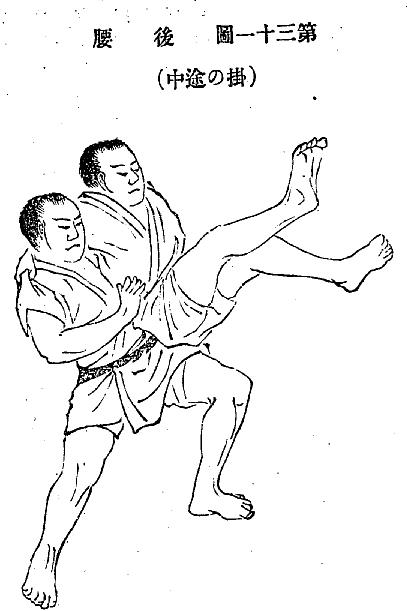
明治38年の書籍『通説柔道図解』の後腰

両手で受の腰を抱上げ、自らは後ろに下がりながら相手を落とす手法もある。書籍『通説柔道図解』にある、左足を相手の両足の中央まで後ろから進め、腰を落として相手の背後から入り込み、左手で相手の左腰を、右手で右腰を押し、背後を左前に密着させ、腰を上げ背後に反り、相手を抱上げ相手の両足が地から離れたら自らは反動で後ろに下がりながら相手を地に落とす、手法である。柔道家の醍醐敏郎は古流柔術の様に自護体が主流でないとなかなか出にくい手法だろう旨、述べている。

### 抱落
抱落（だきおとし）は背面を見せてかけてきた相手の技に対応したり、うつぶせの相手を両手で持ち上げた後に背中から相手を落とす手技の後腰。後腰の理論には合ってないがとにもかくにも両手（腕）で持ち上げ、背中から落とす技だと柔道家の大滝忠夫は述べている。1982年の「講道館柔道の投技の名称」制定に際しては講道館では新名称の候補に挙がったが後腰に含めることになり、採用されなかった。別名に「抱落」がある抱上とは異なる技である。